# Hosakere, Kunigal
Hosakere là một làng thuộc tehsil Kunigal, huyện Tumkur, bang Karnataka, Ấn Độ.